# Eden Ben Basat
Eden Ben Basat (in ebraico עדן בן בסט‎?; Kiryat Haim, 8 settembre 1986) è un ex calciatore israeliano, di ruolo attaccante.

## Caratteristiche tecniche
Ama attaccare costantemente la profondità mutuando certi atteggiamenti da Pippo Inzaghi. Ha l'egoismo tipico del goleador.Destro, fisicamente ben dotato con oltre 183 centimetri, ha rapidità e tecnica a profusione che gli consentono di cercare la conclusione a rete non appena "vede" la porta.

## Carriera

### Club
Ben Basat è cresciuto nell'Hapoel Haifa, ma poi è stato spostato nel settore giovanile del Maccabi Haifa. Ronny Levy lo ha promosso in prima squadra il 19 dicembre 2004 contro l'Hapoel Nazareth Illit.

### Stade Brestois 29
Alla fine della stagione della Ligat ha'Al 2010-2011 Ben Basat riceve una chiamata via cellulare dal proprietario del Maccabi Haifa, Ya'akov Shahar.. In questa chiamata, Shahar chiede a Ben Basat di ritornare ad Haifa per formare l'attacco centrale insieme a Tomer Hemed. Ben Basat educatamente declinò l'offerta e Shahar consapevole del suo desiderio di giocare in europa lo accontentò. Nel giugno 2011 Ben Basat firma un contratto in Europa con una squadra francese il Brest.
In vista del suo trasferimento in Francia Ben Basat sa che per lui non sarà affatto facile e che sarà un'avventura molto difficoltosa: la barriera linguistica su tutte, ma anche la dieta kosher secondo la religione ebraica, erano alcune delle tante difficoltà.

### Toulouse
Dopo aver rifiutato l'offerta di prolungare il contratto di un altro anno da parte del Brest, il giocatore, a giugno 2013 era libero di trovarsi un'altra squadra.
Ma a sorpresa il giocatore lascia Brest a gennaio per trasferirsi al Tolosa per una cifra sconosciuta rimanendo quindi in terra transalpina.

### Nazionale
Esordisce in Nazionale l'11 settembre 2012 nella parita persa 4 a 0 al Ramat Gan Stadium contro la Nazionale di calcio della Russia.
Realizza il suo primo gol in nazionale contro la Nazionale di calcio del Lussemburgo, la partita si chiuderà con il risultato di 6 a 0.

## Statistiche

### Cronologia presenze e reti in nazionale
| Cronologia completa delle presenze e delle reti in nazionale ― Israele | Cronologia completa delle presenze e delle reti in nazionale ― Israele | Cronologia completa delle presenze e delle reti in nazionale ― Israele | Cronologia completa delle presenze e delle reti in nazionale ― Israele | Cronologia completa delle presenze e delle reti in nazionale ― Israele | Cronologia completa delle presenze e delle reti in nazionale ― Israele | Cronologia completa delle presenze e delle reti in nazionale ― Israele | Cronologia completa delle presenze e delle reti in nazionale ― Israele |
| Data                                                                   | Città                                                                  | In casa                                                                | Risultato                                                              | Ospiti                                                                 | Competizione                                                           | Reti                                                                   | Note                                                                   |
| ---------------------------------------------------------------------- | ---------------------------------------------------------------------- | ---------------------------------------------------------------------- | ---------------------------------------------------------------------- | ---------------------------------------------------------------------- | ---------------------------------------------------------------------- | ---------------------------------------------------------------------- | ---------------------------------------------------------------------- |
| 11/09/2012                                                             | Ramat Gan                                                              | Israele                                                                | 0 – 4                                                                  | Russia                                                                 | Qual. Mondiali 2014                                                    | -                                                                      |                                                                        |
| 12/10/2012                                                             | Lussemburgo                                                            | Lussemburgo                                                            | 0 – 6                                                                  | Israele                                                                | Qual. Mondiali 2014                                                    | 1                                                                      |                                                                        |
| 16/10/2012                                                             | Ramat Gan                                                              | Israele                                                                | 3 – 0                                                                  | Lussemburgo                                                            | Qual. Mondiali 2014                                                    | 1                                                                      |                                                                        |
| 14/11/2012                                                             | Ramat Gan                                                              | Israele                                                                | 1 – 2                                                                  | Bielorussia                                                            | Amichevole                                                             | -                                                                      |                                                                        |
| 06/02/2013                                                             | Netanya                                                                | Israele                                                                | 2 – 1                                                                  | Finlandia                                                              | Amichevole                                                             | 1                                                                      |                                                                        |
| 22/03/2013                                                             | Ramat Gan                                                              | Israele                                                                | 3 – 3                                                                  | Portogallo                                                             | Qual. Mondiali 2014                                                    | 1                                                                      |                                                                        |
| 26/03/2013                                                             | Belfast                                                                | Irlanda del Nord                                                       | 0 – 2                                                                  | Israele                                                                | Qual. Mondiali 2014                                                    | 1                                                                      |                                                                        |
| 14/08/2013                                                             | Kiev                                                                   | Ucraina                                                                | 2 – 0                                                                  | Israele                                                                | Amichevole                                                             | -                                                                      |                                                                        |
| 11/10/2013                                                             | Lisbona                                                                | Portogallo                                                             | 1 – 1                                                                  | Israele                                                                | Qual. Mondiali 2014                                                    | 1                                                                      |                                                                        |
| 15/10/2013                                                             | Ramat Gan                                                              | Israele                                                                | 1 – 1                                                                  | Irlanda del Nord                                                       | Qual. Mondiali 2014                                                    | 1                                                                      |                                                                        |
| 05/03/2014                                                             | Netanya                                                                | Israele                                                                | 1 – 3                                                                  | Slovacchia                                                             | Amichevole                                                             | -                                                                      |                                                                        |
| 28/05/2014                                                             | Città del Messico                                                      | Messico                                                                | 3 – 0                                                                  | Israele                                                                | Amichevole                                                             | -                                                                      |                                                                        |
| Totale                                                                 |                                                                        | Presenze                                                               | 12                                                                     |                                                                        | Reti                                                                   | 7                                                                      |                                                                        |

## Palmarès

### Club

#### Competizioni nazionali
- Coppa di Israele: 1

Hapoel Haifa: 2017-2018
- Ligat ha'Al: 2

Maccabi Haifa: 2004-2005, 2005-2006